# Corgatha straminea
Corgatha straminea là một loài bướm đêm trong họ Erebidae.